# Иудушка Головлёв (фильм)
«Иудушка Головлёв» — советский чёрно-белый кинофильм 1933 года. По мотивам романа Михаила Салтыкова-Щедрина «Господа Головлёвы». Для любой зрительской аудитории.

## Сюжет
Порфирий Головлёв, прозванный Иудушкой за лицемерие и ханжество, становится наследником богатого поместья. Но богатство не приносит счастья ни ему, ни его родным. Сын и племянницы Иудушки погибают в нищете и унижении, не дождавшись помощи от богатого родственника.

## В ролях
- Владимир Гардин — Порфирий Владимирович «Иудушка» Головлёв
- Татьяна Булах-Гардина — Анненька
- Нина Латонина — Любинька
- Екатерина Корчагина-Александровская — Улита, ключница
- Михаил Тарханов — Дерунов, купец
- Ирина Зарубина — Евпраксия
- Владимир Таскин — Петенька
- П. В. Богданов — Кукишев
- Вера Стрешнева — Галкина, наследница Головлёвых
- Надежда Скарская — бабушка
- Степан Каюков — приказчик Игнат
- Валентин Киселёв — эпизод
- Сергей Нерадовский — эпизод
- Иван Чувелев — крестьянин
- Николай Урванцов — антрепренёр
- Константин Гибшман — эпизод

## Съёмочная группа
- Режиссёр-постановщик: Ивановский, Александр Викторович
- Авторы сценария: Державин, Константин Николаевич, Ивановский, Александр Викторович
- Оператор-постановщик: Симбирцев, Василий
- Композитор: Пащенко, Андрей
- Художник-постановщик: Егоров, Владимир Евгеньевич